# Личко, Василий Григорьевич
Личко Василий Григорьевич (1 января 1922 — 21 марта 2001) — лётчик-инструктор времён Великой Отечественной войны, директор совхоза «Южный», Герой Социалистического Труда.

## Биография
Родился 01.01.1922 года на Николаевщине. До войны учился в Николаевском аэроклубе, стал лётчиком. В годы Великой Отечественной войны обучал мастерству будущих асов воздушных боёв, потом сам воевал, осуществил 550 вылетов, находясь в воздушном пространстве 850 часов. 
По возвращении домой в числе «тридцатитысячников» был направлен на подъём села. В 1955 году Личко Василий Григорьевич возглавил совхоз «Южный» Николаевской области, который в дальнейшем стал передовым. В 1971 году совхоз «Южный» получил орден «Знак Почёта», а его директор Личко Василий Григорьевич был награждён Золотой звездой Героя Социалистического труда и вторым орденом Ленина.
После выхода на пенсию возглавил организацию ветеранов Жовтневого района Николаевской области, проводил воспитательную работу с молодёжью, неоднократно встречаясь с учащимися школ и высших учебных заведений. После его смерти в честь Личко В. Г. была названа одна из улиц села Котлярёво Николаевской области (центральная аллея). Имя Василия Личко нанесено на монумент трудовой славы в городе Николаеве.

## Семья
Супруга Анна Степановна работала заведующей детским садом в с. Южный. У Василия Григорьевича три внучки и один внук.

## Награды
- Герой Социалистического Труда
- Орден Ленина
- Орден Ленина
- Орден «Знак Почёта»
- Орден Трудового Красного Знамени
- Заслуженный работник сельского хозяйства СССР